# Copa del Príncipe de voleibol 2013
La Copa del Príncipe es una competición que se disputa en el voleibol a lo largo de dos días en una misma sede. La competición se lleva disputando durante varios años, siendo esta la VI edición. En esta ocasión, el Palacio Municipal de Deportes (Lugo, España) acogerá un torneo cuya organización corrió a cargo del Club Voleibol Emevé.

## Sistema de competición
La primera fase se lleva a cabo durante la primera ronda de la liga regular o Superliga 2. Los 3 equipos con mayor número de puntos se clasifican por la vía deportiva y el organizador. En caso de que este esté en esas tres plaza, también iría el cuarto clasificado.
Una vez dentro, los equipos juegan un torneo con formato de "Final Four" con semifinales y final. En las semifinales se enfrentan los primeros contra los segundos del otro grupo. Los finalistas se dan cita al día siguiente para conocer quién será el vencedor y por lo tanto el campeón de la competición oficial.

## Equipos participantes
Organizador:
· Club Voleibol Emevé
Equipos de esta edición:
· Univ. Politécnica Valencia
· CDV Textil Santanderina
· CV Almoradí

## Cuadro de la Copa
|  | Semifinales | Semifinales                | Semifinales | Semifinales            | Semifinales | Semifinales | Semifinales |    |                     | Final | Final | Final | Final | Final | Final | Final |  |
|  |             |                            |             |                        |             |             |             |    |                     |       |       |       |       |       |       |       |  |
|  |             |                            |             |                        |             |             |             |    |                     |       |       |       |       |       |       |       |  |
|  | 3           | Club Voleibol Emevé        | 25          | 17                     | 25          | 25          |             |    |                     |       |       |       |       |       |       |       |  |
|  | 3           | Club Voleibol Emevé        | 25          | 17                     | 25          | 25          |             |    |                     |       |       |       |       |       |       |       |  |
|  | 1           | CDV Textil Santanderina    | 22          | 25                     | 19          | 21          |             |    |                     |       |       |       |       |       |       |       |  |
|  | 1           | CDV Textil Santanderina    | 22          | 25                     | 19          | 21          |             | 1  | Club Voleibol Emevé | 25    | 24    | 22    | 26    |       |       |       |  |
|  |             |                            |             |                        |             |             |             | 1  | Club Voleibol Emevé | 25    | 24    | 22    | 26    |       |       |       |  |
|  |             |                            | 3           | Club Voleibol Almoradí | 22          | 26          | 25          | 28 |                     |       |       |       |       |       |       |       |  |
|  | 3           | Club Voleibol Almoradí     | 3           | Club Voleibol Almoradí | 22          | 26          | 25          | 28 | 25                  | 25    | 25    |       |       |       |       |       |  |
|  | 3           | Club Voleibol Almoradí     |             |                        |             |             |             |    | 25                  | 25    | 25    |       |       |       |       |       |  |
|  | 0           | Univ. Politécnica Valencia | 22          | 16                     | 21          |             |             |    |                     |       |       |       |       |       |       |       |  |
|  | 0           | Univ. Politécnica Valencia | 22          | 16                     | 21          |             |             |    |                     |       |       |       |       |       |       |       |  |
|  |             |                            |             |                        |             |             |             |    |                     |       |       |       |       |       |       |       |  |

| Predecesor: Copa del Príncipe 2012 Ibiza | 'Copa del Príncipe 2013' Lugo | Sucesor: Copa del Príncipe 2014 Cáceres |